# Tutu (balet)

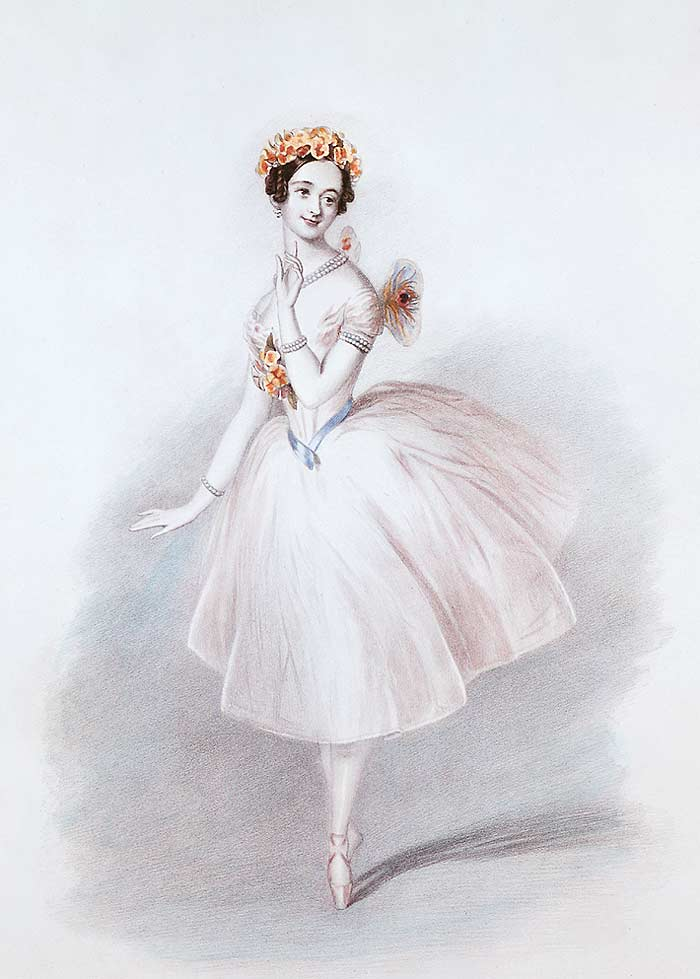
Marie Taglioni jako La Sylphide v bílé tutu z éry romantismu – 1832

Tutu (z francouzštiny,výslovnost: tyˈty), je baletní kostým v podobě sukně z několika vrstev tkaniny. Nosí se v klasickém baletním představení, často s připojeným živůtkem. Může být z tarlatánu, mušelínu, hedvábí, tylu, gázy nebo nylonu. Moderní tutu mají dva základní typy: romantická tutu jsou měkká a zvonovitá, sahají k lýtku nebo kotníku; klasické tutu je krátké a tuhé, vyčnívající vodorovně z pasu a boků. Romantické tutu se dodnes používá například v baletu Giselle.

## Historie
Podle všeobecného přesvědčení vystoupila jako první roku 1832 v bílé sukni tutu tanečnice Marie Taglioni a to v baletu La Sylphide. Bylo to ideální pro zobrazení křehké, éterické bytosti.

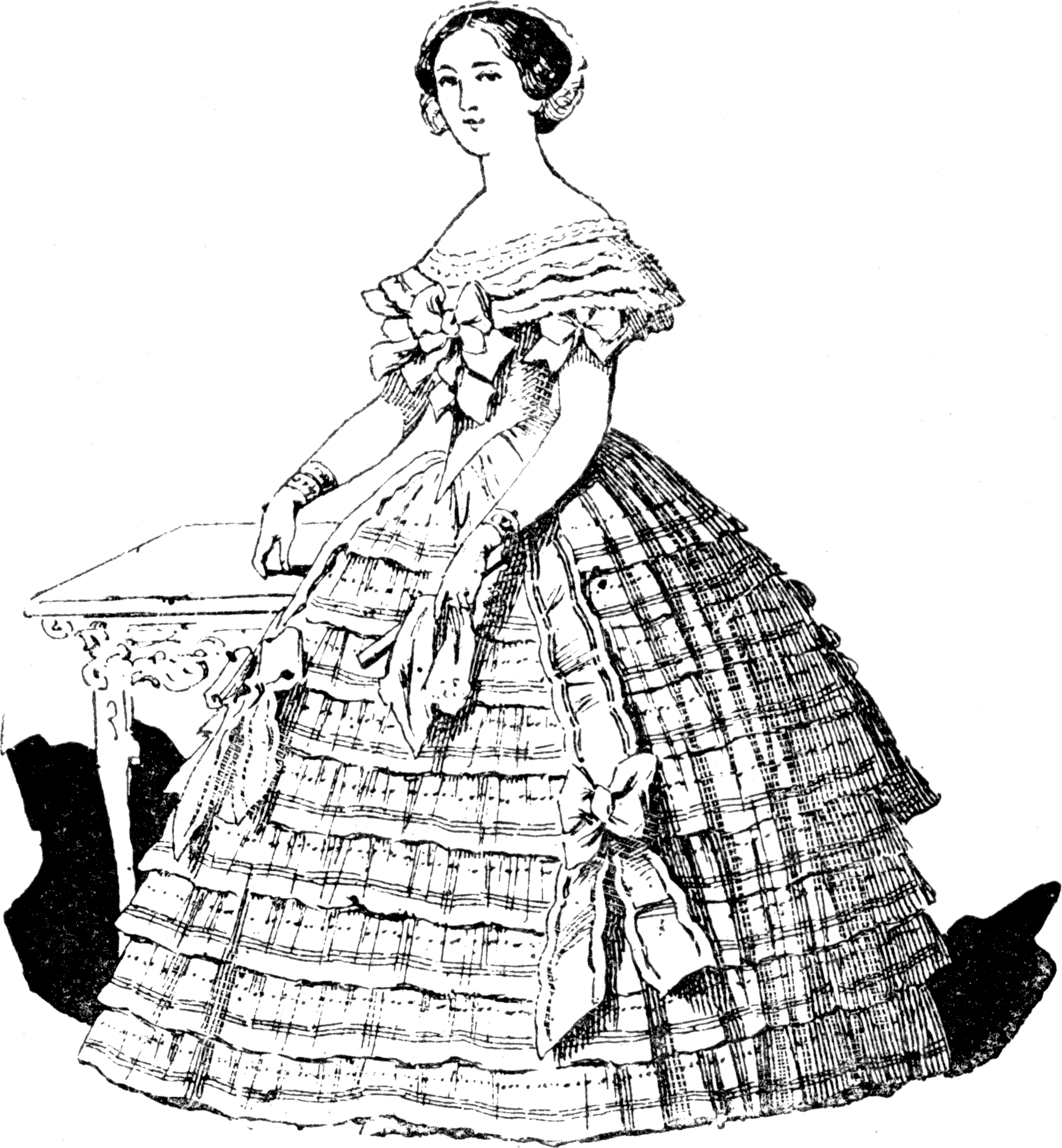
Dáma v krinolíně – 1865

Do té doby (a někdy i déle, v závislosti na roli) nosily tanečnice panniers (obručové sukně) nebo klasické divadelní kostýmy. Tutu sukně se však v období romantismu rychle staly obvyklým oděvem baleriny.
Podoba tutu se v 19. století měnila, největšího rozmachu dosáhla kolem roku 1860, kdy byla v dámské módě upřednostňována krinolína. Postupem času se sukně tutu zkrátila a nohy tanečnic se staly viditelnějšími. Ještě na počátku 19. století se to však považovalo za nevhodné. S kratšími a lehčími sukněmi tutu se baletky mohly volněji pohybovat, předvádět svou virtuózní práci nohou a provádět vyšší skoky.

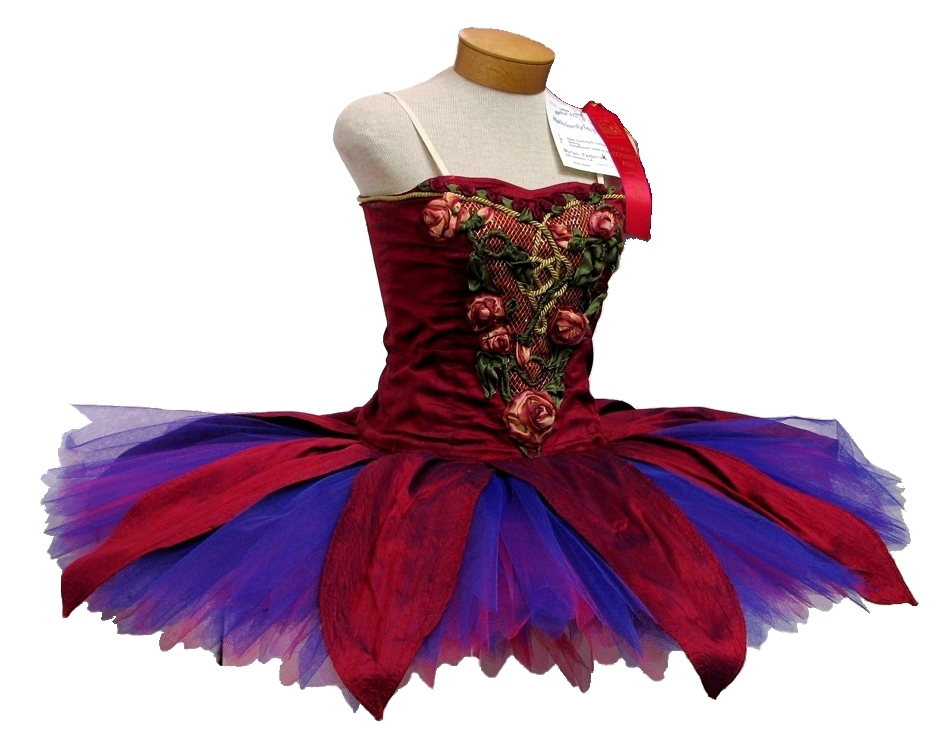
Barevně zdobené klasické baletní tutu.

V Rusku roku 1885 představila kratší tutu italská balerína Virginia Zucchi, která při petrohradském debutu v baletu La Fille du Pharaon odhalila i kolena, jak to znala z Itálie a Paříže. Zucchi si prý sama ustřihla vlastní sukni a to proti vůli choreografa Maria Petipy a ruských divadelních krejčích, kteří se obávali skandálu. To se však nestalo, místo toho se v ruském baletu kratší tutu stala módou a v roce 1890 měla Carlotta Brianza na premiéře Šípkové Růženky také krátkou, daleko odstávající tutu, již ve stylu tzv. talířové nebo palačinkové tutu, které se stále používá ve většině produkcí Labutího jezera,
Během dvacátého století dosáhla tutu vrcholné podoby svým deskovitým tvarem. Francouzský kritik André Levinson zdůraznil kontrast mezi strnulým a nehybným rysem sukně a energickými a živými pohyby tanečnic. Na konci století se již lidské tělo mohlo volně pohybovat, aniž by je zatěžovaly těžké kostýmy. Jednoduchý design a nadčasová třída tutu jsou výsledkem nesčetných úprav, aby nakonec představily tanečnici v lichotivém světle.

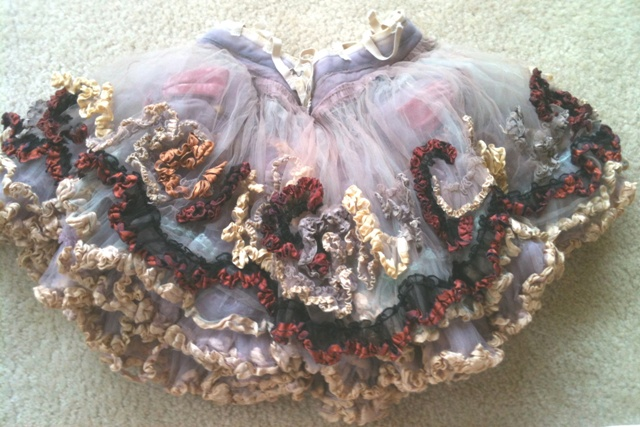
Tutu Barbary Karinské pro New York City Ballet produkci Western Symphony

Za novodobou podobu tutu vděčí tanečníci ukrajinské kostýmní výtvarnici Barbaře Karinské, která roku 1950 v New York City Ballet vynalezla tzv. pudrové tutu. Stephen Galloway roku 1996 navrhl zcela plochý disk tutu pro balet Williama Forsytha The Vertiginous Thrill of Exactitude.
Baletními tutu se také inspirovaly módní šaty zejména v 50. letech dvacátého století. Například koktejlové šaty Pierre Balmaina jsou známé pod názvem „baletní šaty" nebo se také mluví o „baletním stylu".

## Styl
Romantická tutu vychází z původního kostýmu Marie Taglioni, moderní materiály způsobují, že je lehčí a může být průhlednější. Lem spadá mezi koleno a kotník.
Klasická tutu: sukně je vyrobená z 10-12 vrstev tuhého tylu, přišitá ke kalhotkám a šos v úrovni boků. Spodní, krátké vrstvy tylu podporují vrchní vrstvy, takže vyčnívají z boků.
Tutu Inverted Bell je uprostřed mezi klasickou a romantickou tutu. Je vyrobena z několika vrstev tylu, které vystupují podobně jako u klasické tutu, ale vrstvy jsou delší a mají pokles, obvykle do půli stehen.

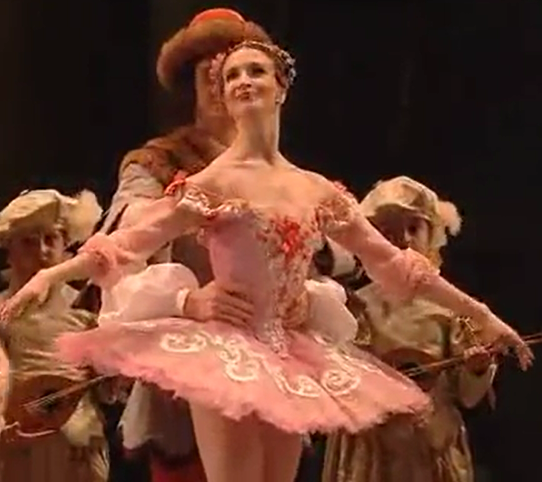
Lauren Cuthbertson v talířové tutu jako Aurora v Šípkové Růžence (cca 2010)

Existuje několik verzí moderních tutu:
Palačinková tutu: sukýnka je podepřena obručí a je velmi plochá, s několika volánky.
Talířová tutu: podobná palačinkovému, ale sedí v pase místo v bocích. Pro běžného člověka není téměř žádný rozdíl mezi palačinkovou a talířovou tutu, ale pro švadlenu nebo kostymérku jsou tyto dva typy odlišné. Klíčem je horní vrstva. Na rozdíl od palačinkové, která je plisovaná, má talířová tutu plochý vršek, který je zdobený.
Americká tutu (také známá jako Balanchine, Karinska nebo pudrová tutu): Velmi krátké volánky z tylu jsou volně přišity ke kalhotkám, aby dodaly měkký efekt.